# Bataille de l'Authion
Seconde Guerre mondiale
La bataille de l'Authion est une des dernières batailles entre l'armée allemande et les Alliés à la frontière entre la France et l'Italie à la fin de la Seconde Guerre mondiale. Elle a lieu du 10 au 28 avril 1945 et implique la 1re division française libre.

## Historique

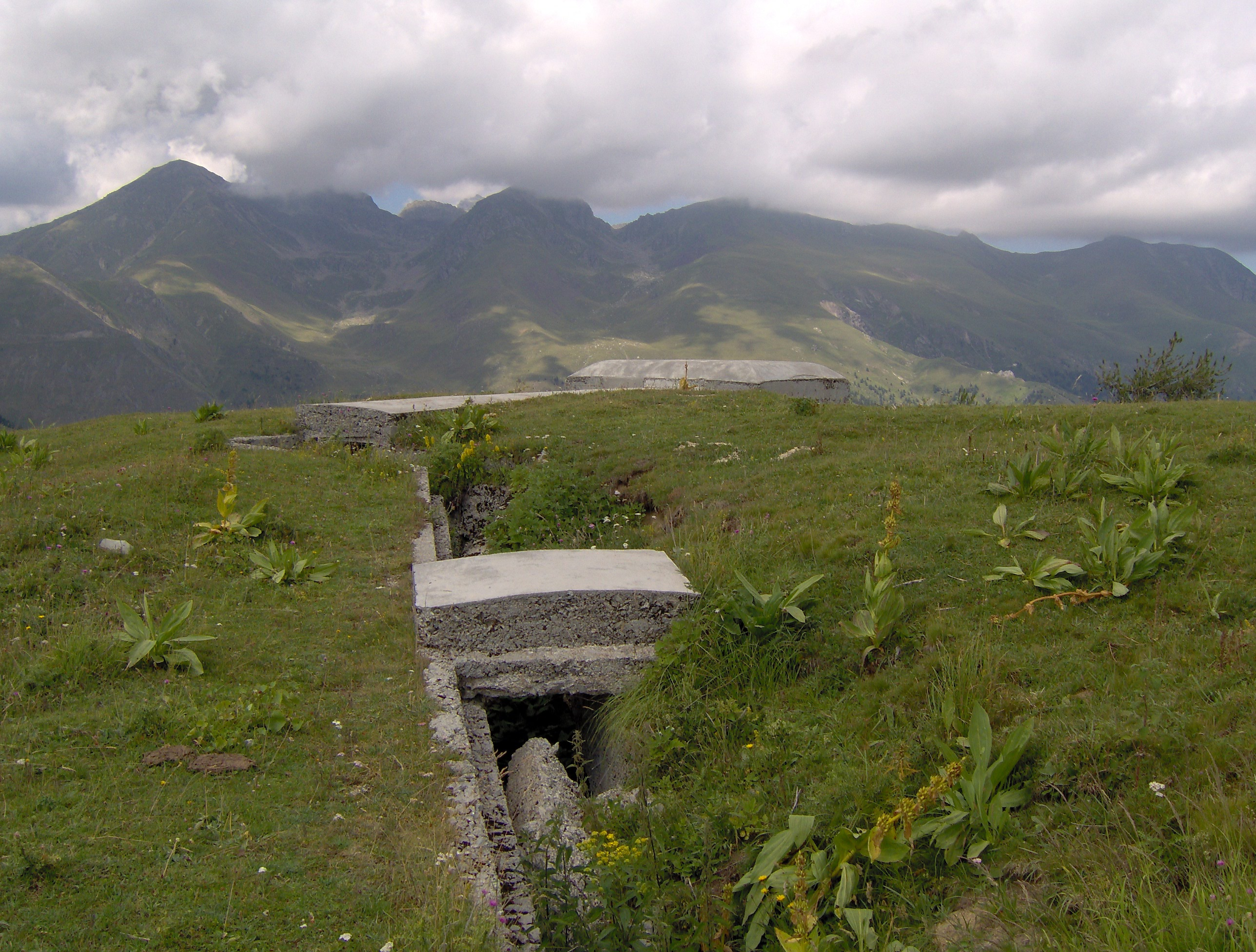
Réseau de fortifications du Plan-Caval (1932 m), massif de l’Authion.

À la fin de la Seconde Guerre mondiale, en avril 1945, le massif est défendu par la 34e DI allemande et des troupes de montagne retranchées dans un réseau de fortifications sur une série de buttes : le fort de la Forca (2 078 m), la redoute des Trois-Communes (2 080 m bâtie sur un sommet situé à la limite des communes de Breil-sur-Roya, Saorge et La Bollène-Vésubie), l'ouvrage de Plan-Caval (1 932 m) et le fort de Mille Fourches (2 042 m).

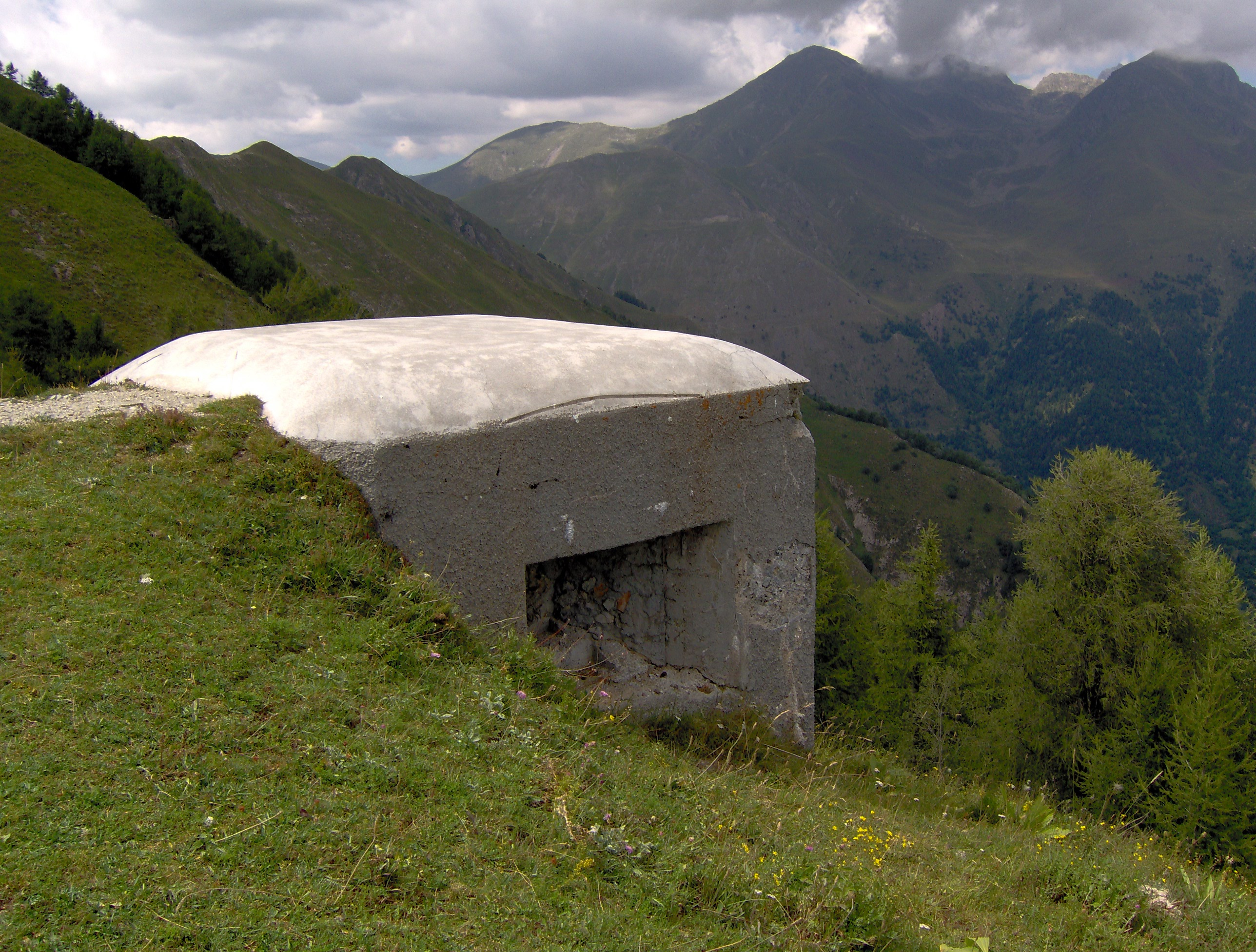
Bunker du Plan-Caval (1932 m), massif de l’Authion.

Le 10 avril 1945, les unités françaises de la 1re division française libre (DFL), en particulier le bataillon d'infanterie de marine et du Pacifique (BIMP) et les éléments mécanisés du 1er régiment de fusiliers marins, soutenus par l’artillerie et l’aviation, lancent l'assaut sur les positions allemandes par le sud. Après des combats difficiles, le fort de Mille Fourches tombe le 11 avril 1945, suivi du fort de la Forca et de l'ouvrage de Plan-Caval. Le 12 avril, enfin, la redoute des Trois-Communes est prise d'assaut par un char soutenu par cinq soldats volontaires. Au terme d'une ascension périlleuse, le caporal Césaire Le Mercier, un Breton appartenant au 1er BIMP, pénètre seul dans l'ouvrage et en ressort avec 38 prisonniers. L’ensemble du front allemand s’effondre le 24 avril 1945.
Plusieurs centaines de soldats des deux camps (273 tués et 644 blessés) ont laissé leur vie dans cette bataille, l’une des dernières sur le territoire français, qui ouvre le chemin des crêtes italiennes et permet aux troupes françaises de poursuivre vers le Piémont conformément aux ordres du général de Gaulle, désireux d'occuper des territoires en vue d’obtenir des modifications frontalières (Tende et La Brigue, communes du comté de Nice conservées par l'Italie en 1860 comme « territoires de chasse personnelle du Roi ») lors des futures négociations de paix. Cette attitude française conduit à des tensions et des accrochages avec les alliés américains, désireux d'empêcher le dépeçage des territoires italiens par des vainqueurs revanchards.

## Personnalités ayant servi à la bataille de l'Authion
- Jean Bellec, compagnon de la Libération[2]
- Joseph Duhautoy-Schuffenecker, compagnon de la Libération[3]
- Benjamin Favreau, compagnon de la Libération[4]
- Pierre Langlois, compagnon de la Libération[5]
- Joseph Pécro, compagnon de la Libération[6]
- Charles Santini, compagnon de la Libération[7]
- Pierre Simonet, compagnon de la Libération[8]
- Edmond Magendie, compagnon de la Libération, commandant du BIMP
- André Salvat, compagnon de la Libération